# Leptothorax paraxenus
Leptothorax paraxenus is een mierensoort uit de onderfamilie van de Myrmicinae. De wetenschappelijke naam van de soort is voor het eerst geldig gepubliceerd in 1992 door Heinze & Alloway.